# Загю, Николай Михайлович
Николай Михайлович Загю (24 ноября 1866, Тифлис — после 3 августа 1919) — генерал-лейтенант Российской Империи, участник белого движения. Командир батальона 16-го гренадёрского Мингрельского полка, Начальник Тифлисского военного училища, Участник Первой мировой войны, командующий Кавказской пограничной пехотной дивизией. Участник Белого движения, в вооружённых силах Юга России с 3 августа 1919 года, дальнейшая судьба неизвестна.

## Биография

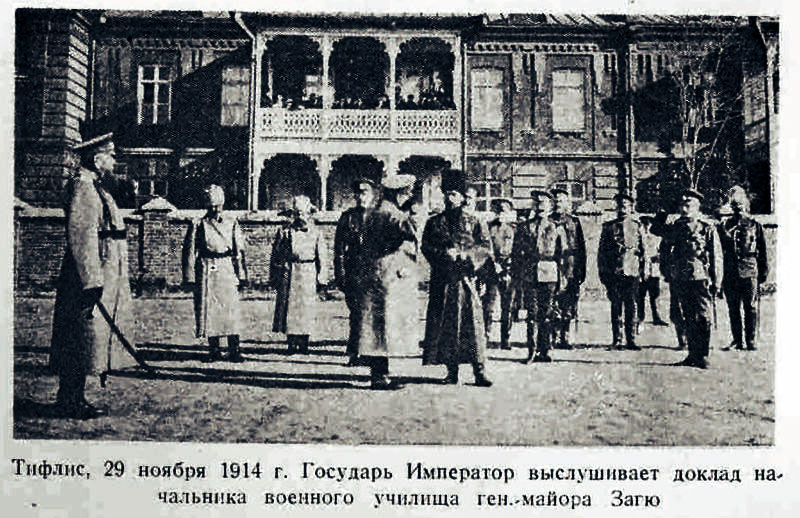

Николай Загю родился 24 ноября 1866 года в Тифлисе, в семье действительного статского советника Михаила Загю. В 1882 году окончил Тифлисский кадетский корпус и поступил во 2-е военное Константиновское училище, которое окончил 14 августа 1884 года в звании подпоручика и был определён в 1-й Кавказский стрелковый батальон. В 1885 году участвовал в его составе в экспедиции в Закаспийской области. 14 августа 1888 года повышен до поручика. С 1889 по 1892 год обучался в Николаевской академии Генерального штаба, после выпуска из которой (по первому разряду) был причислен к Генеральному штабу. Состоял при Кавказском военном округе. 6 мая 1892 года повышен до штабс-капитана. 19 апреля 1893 года назначен начальником строевого отдела штаба Карсской крепости. 3 января 1894 года назначен помощником старшего адъютанта штаба Кавказского военного округа. 17 апреля 1894 года повышен в звании до капитана. С 30 октября 1895 года по 30 октября 1896 года отбывал цензовое командование ротой в 3-м Кавказском стрелковом батальоне. 9 октября 1899 года повышен в должности до старшего адъютанта Кавказского военного округа и 6 декабря того же года повышен в звании до подполковника. С 19 мая по 27 сентября 1901 года отбывал цензовое командование батальоном в 16-м гренадёрском Мингрельском полку. 31 декабря 1902 года назначен начальником штаба Кавказской гренадерской дивизии. 6 декабря 1903 года за отличие по службе произведён в полковники. 15 апреля 1905 года назначен начальником Тифлисского военного училища.
1 сентября 1910 года за отличие по службе Н. М. Загю был произведён в чин генерал-майора. В начале 1917 года был назначен командующим Кавказской пограничной пехотной дивизией, в этой должности и встретил февральскую революцию 1917 года. 15 августа 1917 года был произведён в чин генерал-лейтенанта. 3 августа 1919 года вступил в Вооружённые силы Юга России. Дальнейшая судьба неизвестна.

## Семья
На 1911 год был женат, имел дочь. Младший брат Михаил (1875 — 1951) — генерал-майор Русской императорской армии, генерал-лейтенант СССР, доктор военных наук, профессор. Был несколько раз арестован в связи с деятельностью Николая, но обвинения не подтвердились.

## Награды
- Орден Святого Станислава 3-й степени (1895)[1]
- Орден Святой Анны 3-й степени (1898)[1]
- Орден Святого Станислава 2-й степени (1901)[1]
- Орден Святой Анны 2-й степени (1906)[1]
- Орден Святого Владимира 4-й степени (1909)[1]
- Орден Святого Владимира 3-й степени (1914)[1]
- Орден Святого Станислава 1-й степени (1915)[1]
- Орден Святой Анны 1-й степени (1915)[1]
- Орден Святого Владимира 2-й степени (1916)[1]